# Негреба Олександр Валеріанович
Олександр Валеріанович Негреба (28 квітня 1961, Харків, СРСР — 7 квітня 2023) — радянський і російський актор театру і кіно, кінорежисер.

## Життєпис
Олександр Негреба закінчив у 1982 році ГІТІС імені Луначарського (майстерня Всеволода Остальського).
Після закінчення ГІТІСу, з 1982 року працював у Ризькому ТЮЗі. У 1986 році переїхав до Москви. Він грав у театрах «Сфера», «Лукомор'я». Також входив до об'єднання «Дебют» (Театр «Ленком»). А у 1987 році Олександр Негреба став актором Московського театру «Мала драматична трупа» під керівництвом А. Титова.
Помер у ніч на 7 квітня 2023 року в 61-річному віці, переживши на два тижні свою дружину — акторку Олену Копцеву-Негреба.

## Творчість

### Ролі в театрі

#### Ризький ТЮЗ
- 1982 — «Мауглі» Л. Стумбре та У. Берзіньша за Книгою джунглів Редьярда Кіплінга — Мауглі
- 1985 — «Том Сойєр» за романом Марка Твена — Джим

## Фільмографія

### Акторські роботи
- 1985 — Непротокольне засідання — Владіміров
- 1987 — Така-от історія… — Віктор
- 1988 — Абориген — Степан
- 1988 — Маленька Віра — Віктор, брат Віри
- 1989 — У місті Сочі темні ночі — Зарамушкін, директор театру
- 1989 — Зима в раю — Ваня
- 1990 — Невстановлена особа — Стас Северин
- 1991 — За день до… — Андрій
- 1992 — Час збирати каміння — Брат Великого Князя
- 1992 — Дюба-дюба — Коля, Танін коханець
- 1993 — Мрії ідіота — Невідомий
- 1994 — Ленні — адвокат
- 1996 — Мрії ідіота — Скумбрієвич
- 2003 — Тоталізатор — Кобзєв
- 2007 — Примадона — професор
- 2008 — Застава Жиліна — Козак
- 2008 — Хітровка — Пантелій
- 2011 — Москва. Три вокзали — батько
- 2011 — Булгаков — Шиловський

### Режисерські роботи
- 1991 — За день до…